# 新網走中継局
新網走中継局（しんあばしりちゅうけいきょく）は、北海道網走市にあるミニサテライト局の総称。正式な名前は網走新町テレビ中継局である。ここでは、地デジ化に伴って廃止された網走鉄南テレビ中継局についても記述する。

## 概要
網走市南8条～14条や網走駅の周辺地域は、地形的事情から網走送信所の受信が困難な場合があるために設置された。

## 網走新町テレビ中継局

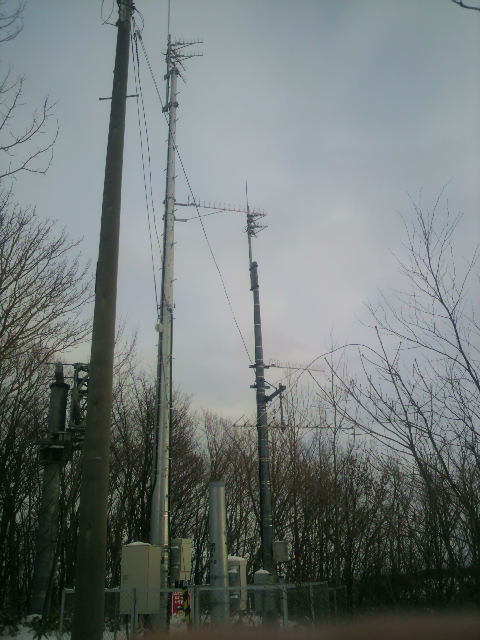
左がデジタル、右がアナログ（廃局済み）。

### デジタルテレビ放送
| リモコン キーID | 放送局名             | 物理 チャンネル | 空中線 電力 | ERP  | 偏波面   | 放送対象地域 | 放送区域 内世帯数 | 運用開始日      |
| --------------- | -------------------- | --------------- | ----------- | ---- | -------- | ------------ | ----------------- | --------------- |
| 1               | HBC 北海道放送       | 44              | 10mW        | 56mW | 水平偏波 | 北海道       | 約1100世帯        | 2010年 12月24日 |
| 2               | NHK 北見教育         | 39              | 10mW        | 56mW | 水平偏波 | 全国         | 約1100世帯        | 2010年 12月24日 |
| 3               | NHK 北見総合         | 42              | 10mW        | 56mW | 水平偏波 | オホーツク圏 | 約1100世帯        | 2010年 12月24日 |
| 5               | STV 札幌テレビ放送   | 41              | 10mW        | 56mW | 水平偏波 | 北海道       | 約1100世帯        | 2010年 12月24日 |
| 6               | HTB 北海道テレビ放送 | 43              | 10mW        | 56mW | 水平偏波 | 北海道       | 約1100世帯        | 2010年 12月24日 |
| 7               | TVh テレビ北海道     | 47              | 10mW        | 56mW | 水平偏波 | 北海道       | 約1100世帯        | 2012年 6月5日   |
| 8               | UHB 北海道文化放送   | 45              | 10mW        | 56mW | 水平偏波 | 北海道       | 約1100世帯        | 2010年 12月24日 |

- NHKには2010年9月14日、当初自力建設困難としていた民放（TVhを除く）[1]には11月29日にそれぞれ予備免許が交付され、NHK・民放（TVhを除く）とも、12月9日から試験放送を開始。12月24日に本免許が交付され、同日運用を開始した[2]。
- TVhは2012年4月27日に予備免許が交付され、5月7日から試験放送を開始。6月5日に本免許が交付され、同日運用を開始した[2]。TVhが中継局設置をきめたのは、網走市の2011年度補正予算において開局費用221万9,000円の支出を決めたためである[3]。

### アナログテレビ放送
| チャンネル   | 放送局名             | 空中線 電力         | ERP                  | 偏波面       | 放送対象地域 | 放送区域 内世帯数 |
| ------------ | -------------------- | ------------------- | -------------------- | ------------ | ------------ | ----------------- |
| 50           | HBC 北海道放送       | 映像100mW /音声25mW | 映像440mW /音声110mW | 水平偏波     | 北海道       | -                 |
| 52           | NHK 北見総合         | 映像100mW /音声25mW | 映像440mW /音声110mW | 水平偏波     | オホーツク圏 | -                 |
| 54           | UHB 北海道文化放送   | 映像100mW /音声25mW | 映像440mW /音声110mW | 水平偏波     | 北海道       | -                 |
| 56           | HTB 北海道テレビ放送 | 映像100mW /音声25mW | 映像440mW /音声110mW | 水平偏波     | 北海道       | -                 |
| 58           | STV 札幌テレビ放送   | 映像100mW /音声25mW | 映像440mW /音声110mW | 水平偏波     | 北海道       | -                 |
| 60           | NHK 北見教育         | 映像100mW /音声25mW | 映像440mW /音声110mW | 水平偏波     | 全国         | -                 |
| （割当なし） | TVh テレビ北海道     | （開局せず）        | （開局せず）         | （開局せず） | （開局せず） | （開局せず）      |

## 網走鉄南テレビ中継局

### アナログテレビ放送
| チャンネル   | 放送局名             | 空中線 電力         | ERP                  | 偏波面       | 放送対象地域 | 放送区域 内世帯数 |
| ------------ | -------------------- | ------------------- | -------------------- | ------------ | ------------ | ----------------- |
| 49           | HBC 北海道放送       | 映像100mW /音声25mW | 映像500mW /音声125mW | 水平偏波     | 北海道       | -                 |
| 51           | NHK 北見総合         | 映像100mW /音声25mW | 映像500mW /音声125mW | 水平偏波     | オホーツク圏 | -                 |
| 53           | UHB 北海道文化放送   | 映像100mW /音声25mW | 映像500mW /音声125mW | 水平偏波     | 北海道       | -                 |
| 55           | HTB 北海道テレビ放送 | 映像100mW /音声25mW | 映像500mW /音声125mW | 水平偏波     | 北海道       | -                 |
| 57           | STV 札幌テレビ放送   | 映像100mW /音声25mW | 映像500mW /音声125mW | 水平偏波     | 北海道       | -                 |
| 59           | NHK 北見教育         | 映像100mW /音声25mW | 映像500mW /音声125mW | 水平偏波     | 全国         | -                 |
| （割当なし） | TVh< テレビ北海道    | （開局せず）        | （開局せず）         | （開局せず） | （開局せず） | （開局せず）      |

- 網走送信所でカバーできることから置局不要となり、2011年7月24日をもって廃止された。

## 備考

### 送信所について
- どちらも共同使用。

### 放送エリア
- 網走新町中継局：網走市の網走駅周辺地域。
- 網走鉄南中継局：網走市南8条～南14条にかけての一部。